# 靖佩瑤
靖佩瑶（英語：Jing Pei Yao，1996年2月5日—），出生于中国山西省，中国男歌手。

## 经历
2016年8月，靖佩瑶作为音悦台二期生亮相
。2018年1月参加爱奇艺偶像男团竞演养成类真人秀《偶像练习生》节目。4月3日，与觉醒东方另外四位练习生韩沐伯、秦奋、秦子墨、左叶一同参与团体综艺“觉醒TV”的拍摄。团综四条预告累计便有近500万播放量。正片上线后一天内总播放量更是突破1000万。5月10日，五人发布了与《人民日报》合作的“中国品牌日”主题曲《为你瞩目》。5月15日作为觉醒东方旗下偶像男团Awaken-F中成员，通过官方微博正式宣布出道。5月21日，Awaken-F组合发布团综主题曲《三里清风》。11月，发表个人单曲《放轻松》。